# Geert Steurs
Geert Steurs (født 24. september 1981) er en belgisk tidligere professionel cykelrytter.